# Riacho Miriri
O Riacho Miriri é um riacho (um pequeno rio) brasileiro que banha o estado da Paraíba. 